# Szirmay Márta
Szirmay Márta (Kaposvár, 1939. október 9. – Kaposvár, 2015. január 1.) Liszt Ferenc-díjas magyar opera- és dzsesszénekesnő (mezzoszoprán és alt).

## Életpályája
Édesanyja Szirmainé Deli Margit néven volt az 1930-as, ’40-es évek egyik ismert magyarnóta-énekese volt. Nyolcéves korában kezdett zongorázni tanulni, majd konzervatóriumot végzett, végül énektanulmányokat folytatott. Kezdetben ingadozott a könnyű- és a komolyzene között, a Közgazdasági Egyetem Ifjúsági Jazz-együttesének tagja volt, majd elkészítette első szólólemezét sztenderdekből, táncdalokból.
Zenetanári diplomája megszerzése után, 1963-ban fordult hosszú időre a komolyzene felé, ekkor szerződtette az Operaház. A Rigoletto Giovannájaként debütált 1963. október 4-én, főszerepet a következő év őszén kapott, mikor az Anyát alakíthatta Szokolay Sándor Vérnász c. operájában. Gyorsan a társulat vezető drámai mezzó/alt énekesnőinek egyikévé lépett elő. Koloratúr szerepben is kipróbálhatta magát, 1965-ben címszereplő volt Rossini Hamupipőkéjében. Énekesnőként sokoldalú és temperamentumos volt, mint színésznő, elsősorban drámai hősnőket játszott, emellett karakterszerepekben is remekelt. Rendszeres fellépője volt az oratórium- és dalesteknek. Művészetét 1968-ban Liszt Ferenc-díjjal (II. fokozat) ismerték el.
Külföldi karrierje 1967-ben, egy bécsi vendégfellépéssel kezdődött, egy évtized múlva végleg elhagyta a budapesti társulatot, és előbb Londonban, majd 1978-ban Kölnben telepedett le. Utóbbi város operájának tagjaként járta Európa és Dél-Amerika színpadait. Itthon és külföldön számos kortárs mű ősbemutatójában vett részt. Idővel a spanyolországi Calpéban is lakást vásárolt.
Az 1980-as években újra énekelt dzsesszt. 1989-ben Nyugat-Németországban jelent meg második lemeze ebben a műfajban, amin Dudás Lajos mellett énekel. Nyugdíjba vonulása után hazaköltözött Magyarországra, szülővárosában, Kaposváron töltötte az őszt és a telet, majd tavasztól nyárig szeretett calpei otthonában élt.

## Szerepei
- Alban Berg: Wozzeck – Margaret
- Bizet: Carmen – címszerep; Mercédès
- Boito: Mefistofele – Márta
- Britten: Koldusopera – Mrs. Trapes
- Britten: Szentivánéji álom – Hippolyta
- Cimarosa: A titkos házasság – Fidalma
- Csajkovszkij: Jevgenyij Anyegin – Filipjevna
- Flotow: Márta – Nancy
- Gershwin: Porgy és Bess – Serena
- Gluck: Orfeusz és Euridiké – Orfeusz
- Kodály Zoltán: Székelyfonó – A háziasszony
- Mascagni: Parasztbecsület – Lucia
- Monteverdi: Poppea megkoronázása – Arnalta
- Monteverdi: Odüsszeusz hazatérése – Eurüklea
- Mozart: Figaro lakodalma – Marcellina
- Muszorgszkij: Borisz Godunov – Kszenyija dajkája
- Petrovics Emil: Bűn és bűnhődés – Cseléd
- Prokofjev: A három narancs szerelmese – Clarissa
- Puccini: Angelica nővér – A hercegnő
- Ránki György: Az ember tragédiája – Hippia; Heléna; Kéjhölgy
- Rossini: Hamupipőke – Angelina
- Richard Strauss: Salome – Heródiás
- Richard Strauss: Elektra – Klytaimnésztra
- Richard Strauss: A rózsalovag – Annina
- Richard Strauss: Daphne – Gaea
- Szokolay Sándor: Vérnász – Anya
- Szokolay Sándor: Sámson – Vénasszony
- Verdi: A trubadúr – Azucena
- Giuseppe Verdi: Rigoletto – Giovanna
- Verdi: A végzet hatalma – Curra
- Verdi: Álarcosbál – Ulrica
- Verdi: Aida – Amneris; Főpapnő
- Verdi: Don Carlos – Eboli hercegnő
- Verdi: Otello – Emilia
- Verdi: Falstaff – Mistress Quickly
- Wagner: A nürnbergi mesterdalnokok – Magdalena
- Wagner: A Nibelung gyűrűje – Erda; Fricka; Waltraute; Grimgerde
- Wagner: Trisztán és Izolda – Brangäne
- Kurt Weill: Koldusopera – Mrs Trapes
- Ermanno Wolf-Ferrari: A négy házsártos – Margarita

## Lemezei
- Márta Szirmai[7] (Qualiton LPX 7276, 1964)